# 종족 (혈연 집단)

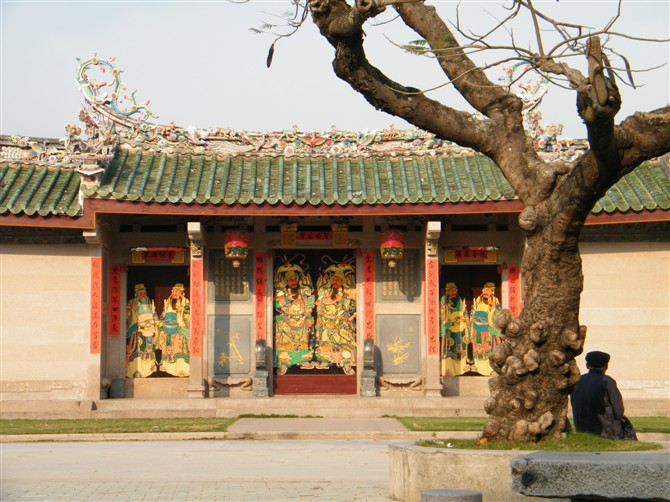

종족(宗族)은 중국의 각 지방에 공통의 조상과 같은 성씨를 사용하며 한곳에 모여 사는 사람들을 일컫는 말이다. 하나의 종족은 많은 가족을 포함하는 큰 취락을 형성하였고, 서로간에 단합과 공조를 유지하며, 조상 제사나 명절 등의 공동행사와 공공재산을 보유할 수 있었다. 전통 사회에서 민중의 개인 및 가족의 재산, 사업, 사회적 지위 등은 보통 이들 종족에 의탁되었다.

## 기원
종족 조직의 기원은 송대(宋代)에 있다. 앞서 당대(唐代)의 사족(士族)、문벌(門閥)은 누대에 걸쳐 관리가 되었고 사족 태생부터 벼슬길에 진출하였지만, 송대에는 과거(科擧) 제도 하에서 어떤 집안도 장기 집권하기 어려웠고, 통치 집단은 빠르고 빈번하게 물갈이가 되었으며, 번성하던 가문이 갑자기 기울기도 했다.
송대 사대부들은 개인의 역량이라는 것에는 한계가 있음을 깨닫고 자신과 자손을 위해 앞으로 친속과 그 족인을 조직화함으로써 조직을 통해 오랜 세월을 유지할 수 있는 종족 제도를 만들었고, 종법(宗法)、사당(祠堂)、족전(族田)、족학(族學)、족보(族譜)、족장(族長)、가법(家法) 등을 제창하였다. 그것은 이후 8백 년에 걸쳐 지속될 종족이라는 친속 조직의 근간이 되었다.
11세기 중기 범중엄(范仲淹)의 종족이 모인 이른바 범씨의장(范氏義莊)이 나타났는데, 새로운 종족 조직의 탄생을 상징하는 것이었다. 소주(蘇州) 사람이었던 범중엄이 의창(潁昌)으로 옮겨 살게 된 뒤, 재물을 내어 집안의 고향인 소주의 족인(族人)들을 위해 의장을 설립하였다. 의장에서는 의미(義米)라 불리는 쌀을 지급하여 빈궁한 족인들을 구제하였으며, 아울러 과거 수험생을 위한 지원도 해 주고 있어 이들이 벼슬길에 나아간 뒤 동족에게 돌아갈 것으로 기대하였다. 이러한 의미 지원은 해당 인물이 벼슬에 오를 때까지 계속되었다.
송대의 종족들은 한곳에 모여 살았지만 집집마다 제각기 집안을 다스렸고 청명제(清明祭) 같은 소수의 가족 행사만이 있었으며 족보 또한 흔하지 않았고, 족산이라 불리는 종족의 공통재산도 거의 존재하지 않았다. 그 조직은 대부분 느슨해져서 집안도 재산도 나뉘어 있었다. 이는 같은 조상을 공유할 뿐인 「공조」(共祖) 집단이었고，극소수만이 「취거형」(聚居型) 가족을 이루었다. 상층 사대부만이 종족을 돌볼 능력이 있었고, 의장은 으레 한 집안 재산이라는 명분만 있을 뿐 일족이 공유하는 것이 아니고 임시로 종족을 도우는 데 사용되었을 뿐이며, 자주적인 족학이나 조상 제사를 지낼 만한 능력은 없었다.
송대의 사인(士人)들은 이러한 종족 제도를 유지하고 발전시키기 위한 다양한 방식들을 연구했지만, 이러한 방식들이 실행에 옮겨진 것은 원대(元代)에 이르러서였다.

## 특징
종족은 일반적으로 모여 살고, 단결과 전통을 중요시했으며, 심지어 여러 세대를 불문하고 종족들이 서로 도와 그 결속력을 유지하고, 가문이 일어난 후의 족보를 보존한다. 이러한 종족의 양식은 중국에서 20세기까지 보존되었다. 동년배의 족속은 이름 가운데 같은 글자 즉 항렬자가 같은 것으로 연대를 대표하고 씨족의 응집력을 나타낸다. 종족은 조상의 가훈을 전하고, 명절에는 족속이 함께 모여서 제사와 연회를 올린다. 남자가 아들이 없으면 종족 가운데에서 다른 남성을 후계자로 삼는 것은 흔한 수법이었다.

## 중국에서의 종족
중국에서는 일찍부터 호(戸)라 불리는 단위의 소가족이 일반화되어 있었고, 그 호를 파악(호적 작성)하는 것이 왕조의 정치, 경제력의 기원이 되었으나, 토지를 집적하고 지주(地主)로써 성장한 호족들은 집적한 자산이 흩어지는 것을 막기 위해서도 동족간의 결합을 강화해야 했고, 한(漢) ・ 육조(六朝)의 호족 세력들은 향리(郷里)에서 누대에 걸쳐 동거하는 형태를 띠었다.
이러한 집안 단위의 누대에 걸친 한 지역에서의 동거는 중국에서는 미풍양속으로 여겨졌고, 의문(義門)으로써 현창되기도 했는데, 대표적으로 당 고종 때의 당공예(張公芸)라는 인물의 집안에서는 9대(九代) 이전부터 줄곧 일족이 한 지역에서 함께 살고 있었고, 천자인 고종이 그 집안을 방문해 어떻게 하면 일족이 한 지역에서 함께 살아갈 수 있겠는가를 묻자 장공예는 「인」(忍)이라는 글자를 1백 번 써서 바쳤다고 한다. 수(隋) ・ 당(唐)에서는 이러한 결합이 약해져서 당 말기의 명족(名族)이라고 불리는 문벌 귀족들이 몰락한 뒤 신흥 지주가 되는 것만으로 몰락을 막기 위한 상호 협조 수단으로써 종족을 강화시켰다. 족장(族長)을 기치로 족보를 소유하고 종사(宗祠)를 지내며 족산(族産)을 가지고 경우가 많았고 특히 화중(華中) ・ 화남(華南)에 보급되었다.
송대인 11세기 중에 종족 조직이 나타나기 시작하였고, 범중엄과 그의 절친한 친구인 이사중(李師中)이 모두 밭을 사서 의장을 설립해 초기 종족을 세웠다. 송대의 경우, 주로 관리나 사대부들이 종족의 창설을 주창하였고, 상인과 백성들은 비교적 적게 요원을 담당하였다. 종족 조직은 종족의 지위 향상에 도움이 되었다. 과거에 급제해 관원이 되려면 교육이 필요했고, 교육은 논밭을 비롯한 재산에 의존해야 했다. 종족이 토지를 소유하고 소득이 안정되어 있을 경우 교육에 힘쓸 수 있으며, 교육의 기회가 클수록 진사 배출도 많았다. 송대 휴녕현에서 가장 많은 과거 급제자를 배출한 것은 오씨, 왕씨, 청씨 일문이었고, 이들은 또한 그 지역에서 가장 많은 재산을 보유한 종족이기도 하였다.
중화인민공화국이 수립된 후 사촌간의 결혼을 법으로 금지하고, 사촌 남매의 결혼은 근친통혼이며, 낳은 아이들은 대부분 기형이라는 점을 선전함으로써 종족 간 인척관계를 공고히 하고 종족 세력을 약화시켰다. 이미 중국 고대에는 동성결혼을 금하고 사촌 남매의 결혼은 절대 금기시했는데, 사촌 남매의 경우 사실상 이성(異性)으로, 종족관념에 따라 이성이 동족이 아니었다. 한편, 중화인민공화국 정부는 1953년 이후 토속개혁 운동을 전개하여 지방 종족조직의 주요 후원자와 유지, 보수적 지주, 부농 계층에 타격을 입히고, 토지의 경작권을 본래의 구농 계층에 재분배하여 소가족이나 개인 단위로 나누었다. 이로 인해 종족의 경제 생산활동에 있어서의 영향력을 더욱 약화시켰으며, 이후 중국의 농업 집단화는 1955년 하룻밤 사이에 강제적으로 완성되어 모든 농민이 생산협동조합에 편입되었다. 또한 구습 타파를 기치로 벌인 문화대혁명 기간에 문중 족보가 봉건 잔재의 유물로 취급되어 홍위병들에 의해 소각되기도 했다.
현대 중국의 사회 발전과 도시화 추진, 사회사상의 해방, 그리고 현대 사회의 핵심 가족 위주의 가족 모델에 따라 종족은 일상에서는 거의 사라졌다.

## 동아시아에서의 종족
종족이라는 단어나 이념은 유교 체제가 침투한 한반도나 베트남에도 전해져서 정착하였다.
거꾸로 일본에서는 씨성(氏姓) 사회가 비교적 유지되고 있었고, 유교 체제를 기반으로 하고 있었기에 종족제는 형성 초기부터 중국이나 한반도와는 다른 유교관 ・ 가족관이 형성되어 있었다.

## 같이 보기
- 중국의 민간신앙
- 유교
- 사당
- 중국의 성씨
- 적관
- 꽌시